# 電子情報技術産業協会
一般社団法人電子情報技術産業協会（でんしじょうほうぎじゅつさんぎょうきょうかい、英: Japan Electronics and Information Technology Industries Association）は、エレクトロニクスや電子機器、情報技術（IT）に関する日本の業界団体。略称はJEITA（ジェイタ）。

## 歴史
2000年11月1日に日本電子工業振興協会（Japan Electronic Industry Development Association、略称JEIDA、ジェイダ）と日本電子機械工業会（Electronic Industries Association of Japan、略称EIAJ）が統合して誕生した。
2005年4月1日に電子情報技術産業協会(JEITA)と日本電子材料工業会(Electronic Materials Manufacturers Association of Japan、略称EMAJ)が統合して、日本電子材料工業会が2005年3月31日付で解散した。　
公益法人制度改革に伴い、2011年4月1日より一般社団法人となる。

### 日本電子工業振興協会
1957年6月、通商産業省は電子工業(特にコンピュータ関連)の振興を図る目的で電子工業振興臨時措置法を制定した。これを受け、電子工業分野のメーカーを会員として日本電子工業振興協会が1958年4月に設立された。日本電子工業振興協会(通称、電子協)は、新しい電子工業分野の技術向上や研究開発の促進などにより電子工業の振興を図ることを目的としている。
一方、それ以前から電波技術協会内に電子計算機調査委員会が設置され、各種コンピュータ本体や周辺機器を調査研究していた。この委員会も電子協設立と同時に電子協に移管され、8社(東芝、富士通、日立製作所、日本電気、沖電気、三菱電機、北辰電機製作所、黒沢通信機)共同で分担してコンピュータシステムを開発するプロジェクトが開始された。このプロジェクトは IBM 650 に対抗しうる国産コンピュータを開発することを目標としていた。しかし、CPUを担当していた東芝が突然真空管からトランジスタに切り替えることを宣言し、それまでの設計では結合不能となったためにプロジェクトは失敗に終わった。
電子協は発足年の11月には計算センターを開設し、会員メーカー各社の初期のコンピュータの1号機をセンター設備として買い取るという助成政策を実施した。この計算センターは同時にコンピュータに関する教育の場にもなり、日本のコンピュータ産業黎明期には重要な意味を持っていた。
PCカード標準の策定にはPCMCIA（Personal Computer Memory Card International Ass'n、パーソナルコンピューターメモリーカード国際協会）とともに大きな役割を果たしていた。この標準規格は数少ない日本生まれである。

### 日本電子機械工業会
日本電子機械工業会は1948年4月に無線通信機械工業会として設立して、1958年5月に日本電子機械工業会に改称した。
ACアダプタでよく用いられるプラグ・コネクタの規格 EIAJ RC-6705（廃止）は、世界でも広く使われている。

## 主催する主な展示会
- CEATEC（旧エレクトロニクスショー、2000年から改称）

毎年開催される国内最大規模のデジタルイノベーションの総合展示会
- 国際放送機器展（Inter BEE）

毎年開催される国内最大規模の放送関連機器の展示会

これらの展示会は、下部組織の日本エレクトロニクスショー協会（JESA）が準備し、出展を募る。

## 主要な刊行物
- 調査報告書
- 規格書

## 役員・組織

### 役員
2024年（令和6年）6月3日現在。
| 役職名       | 役職名     | 氏名     | 所属組織・役職                                     |
| ------------ | ---------- | -------- | -------------------------------------------------- |
| 代表理事     | 会長       | 津賀一宏 | パナソニックホールディングス株式会社取締役会長     |
| 代表理事     | 筆頭副会長 | 漆間啓   | 三菱電機株式会社代表執行役執行役社長CEO            |
| 代表理事     | 専務理事   | 長尾尚人 | 一般社団法人電子情報技術産業協会                   |
| 理事         | 副会長     | 新野 隆  | 日本電気株式会社取締役会長                         |
| 理事         | 副会長     | 十時裕樹 | ソニーグループ株式会社取締役代表執行役社長COO兼CFO |
| 理事         | 副会長     | 島田太郎 | 株式会社東芝代表取締役社長執行役員CEO              |
| 理事         | 副会長     | 古田英範 | 富士通株式会社取締役会長                           |
| 理事         | 副会長     | 沖津雅浩 | シャープ株式会社代表取締役副社長執行役員           |
| 理事         | 副会長     | 小島啓二 | 株式会社日立製作所代表執行役執行役社長兼CEO        |
| 理事         | 副会長     | 奈良寿   | 横河電機株式会社代表取締役社長                     |
| 理事         | 副会長     | 中島規巨 | 株式会社村田製作所代表取締役社長                   |
| 理事         | 副会長     | 髙橋広行 | 株式会社JTB取締役会長                              |
| 理事         | 副会長     | 吉田保幸 | セコム株式会社代表取締役会長                       |
| 業務執行理事 | 常務理事   | 平井淳生 | 一般社団法人電子情報技術産業協会                   |
| 業務執行理事 | 事務局長   | 関矢裕一 | 一般社団法人電子情報技術産業協会                   |
| 業務執行理事 | 理事       | 執行裕子 | 一般社団法人電子情報技術産業協会                   |

### 歴代会長
|    | 氏名       | 在任期間                                | 所属組織・役職（当時）                         |
| -- | ---------- | --------------------------------------- | ---------------------------------------------- |
| 1  | 庄山悦彦   | 2000年（平成12年） - 2001年（平成13年） | 株式会社日立製作所代表取締役社長               |
| 2  | 森下洋一   | 2001年（平成13年） - 2002年（平成14年） | 松下電器産業株式会社代表取締役会長             |
| 3  | 谷口一郎   | 2002年（平成14年） - 2003年（平成15年） | 三菱電機株式会社代表取締役会長                 |
| 4  | 佐々木元   | 2003年（平成15年） - 2004年（平成16年） | 日本電気株式会社代表取締役会長                 |
| 5  | 安藤国威   | 2004年（平成16年） - 2005年（平成17年） | ソニー株式会社代表執行役社長                   |
| 6  | 岡村正     | 2005年（平成17年） - 2006年（平成18年） | 株式会社東芝代表取締役社長                     |
| 7  | 秋草直之   | 2006年（平成18年） - 2007年（平成19年） | 富士通株式会社代表取締役会長                   |
| 8  | 町田勝彦   | 2007年（平成19年） - 2008年（平成20年） | シャープ株式会社代表取締役会長                 |
| 9  | 庄山悦彦   | 2008年（平成20年） - 2009年（平成21年） | 株式会社日立製作所取締役会長                   |
| 10 | 大坪文雄   | 2009年（平成21年） - 2010年（平成22年） | パナソニック株式会社代表取締役社長             |
| 11 | 下村節宏   | 2010年（平成22年） - 2011年（平成23年） | 三菱電機株式会社取締役会長                     |
| 12 | 矢野薫     | 2011年（平成23年） - 2012年（平成24年） | 日本電気株式会社代表取締役会長                 |
| 13 | 中鉢良治   | 2012年（平成24年） - 2013年（平成25年） | ソニー株式会社代表執行役副会長                 |
| 14 | 佐々木則夫 | 2013年（平成25年） - 2014年（平成26年） | 株式会社東芝取締役副会長                       |
| 15 | 山本正已   | 2014年（平成26年） - 2015年（平成27年） | 富士通株式会社代表取締役社長                   |
| 16 | 水嶋繁光   | 2015年（平成27年） - 2016年（平成28年） | シャープ株式会社取締役会長                     |
| 17 | 東原敏昭   | 2016年（平成28年） - 2017年（平成29年） | 株式会社日立製作所代表執行役社長兼CEO          |
| 18 | 長榮周作   | 2017年（平成29年） - 2018年（平成30年） | パナソニック株式会社取締役会長                 |
| 19 | 柵山正樹   | 2018年（平成30年） - 2019年（令和元年） | 三菱電機株式会社取締役会長                     |
| 20 | 遠藤信博   | 2019年（令和元年） - 2020年（令和2年）  | 日本電気株式会社取締役会長                     |
| 21 | 石塚茂樹   | 2020年（令和2年） - 2021年（令和3年）   | ソニー株式会社代表執行役副会長                 |
| 22 | 綱川智     | 2021年（令和3年） - 2022年（令和4年）   | 株式会社東芝代表執行役社長CEO                  |
| 23 | 時田隆仁   | 2022年（令和4年） - 2023年（令和5年）   | 富士通株式会社代表取締役社長                   |
| 24 | 小島啓二   | 2023年（令和5年） - 2024年 （令和6年）  | 株式会社日立製作所代表執行役執行役社長兼CEO    |
| 25 | 津賀一宏   | 2024年（令和6年） - 2025年 （令和7年）  | パナソニックホールディングス株式会社取締役会長 |
| 26 | 漆間啓     | 2025年（令和7年） -                     | 三菱電機株式会社代表執行役執行役社長CEO        |

### 歴代筆頭副会長
|    | 氏名       | 在任期間                                    | 所属組織・役職（当時）                         |
| -- | ---------- | ------------------------------------------- | ---------------------------------------------- |
| 1  | 秋草直之   | 2000年（平成12年）11月 - 2001年（平成13年） | 富士通株式会社代表取締役社長                   |
| 2  | 谷口一郎   | 2001年（平成13年） - 2002年（平成14年）     | 三菱電機株式会社代表取締役社長                 |
| 3  | 西垣浩司   | 2002年（平成14年） - 2003年（平成15年）     | 日本電気株式会社代表取締役社長                 |
| 4  | 安藤国威   | 2003年（平成15年） - 2004年（平成16年）     | ソニー株式会社代表執行役社長兼COO              |
| 5  | 岡村正     | 2004年（平成16年） - 2005年（平成17年）     | 株式会社東芝代表取締役社長                     |
| 6  | 秋草直之   | 2005年（平成17年） - 2006年（平成18年）     | 富士通株式会社代表取締役会長                   |
| 7  | 町田勝彦   | 2006年（平成18年） - 2007年（平成19年）     | シャープ株式会社代表取締役社長                 |
| 8  | 庄山悦彦   | 2007年（平成19年） - 2008年（平成20年）     | 株式会社日立製作所取締役会長                   |
| 9  | 大坪文雄   | 2008年（平成20年） - 2009年（平成21年）     | パナソニック株式会社代表取締役社長             |
| 10 | 下村節宏   | 2009年（平成21年） - 2010年（平成22年）     | 三菱電機株式会社代表執行役社長                 |
| 11 | 矢野薫     | 2010年（平成22年） - 2011年（平成23年）     | 日本電気株式会社代表取締役会長                 |
| 12 | 中鉢良治   | 2011年（平成23年） - 2012年（平成24年）     | ソニー株式会社代表執行役副会長                 |
| 13 | 佐々木則夫 | 2012年（平成24年） - 2013年（平成25年）     | 株式会社東芝代表執行役社長                     |
| 14 | 山本正已   | 2013年（平成25年） - 2014年（平成26年）     | 富士通株式会社代表取締役社長                   |
| 15 | 髙橋興三   | 2014年（平成26年） - 2015年（平成27年）     | シャープ株式会社代表取締役社長                 |
| 16 | 東原敏昭   | 2015年（平成27年） - 2016年（平成28年）     | 株式会社日立製作所代表執行役社長兼COO          |
| 17 | 長榮周作   | 2016年（平成28年） - 2017年（平成29年）     | パナソニック株式会社代表取締役会長             |
| 18 | 山西健一郎 | 2017年（平成29年） - 2018年（平成30年）     | 三菱電機株式会社取締役会長                     |
| 19 | 遠藤信博   | 2018年（平成30年） - 2019年（令和元年）     | 日本電気株式会社代表取締役会長                 |
| 20 | 吉田憲一郎 | 2019年（令和元年） - 2020年（令和2年）      | ソニー株式会社代表執行役社長兼CEO              |
| 21 | 綱川智     | 2020年（令和2年） - 2021年（令和3年）       | 株式会社東芝代表執行役社長CEO                  |
| 22 | 時田隆仁   | 2021年（令和3年） - 2022年（令和4年）       | 富士通株式会社代表取締役社長                   |
| 23 | 沖津雅浩   | 2022年（令和4年） - 2023年（令和5年）       | シャープ株式会社代表取締役副社長執行役員       |
| 24 | 津賀一宏   | 2023年（令和5年） - 2024年 （令和6年）      | パナソニックホールディングス株式会社取締役会長 |
| 25 | 漆間啓     | 2024年（令和6年） - 2025年 （令和7年）      | 三菱電機株式会社代表執行役執行役社長CEO        |
| 26 | 新野隆     | 2025年（令和7年） -                         | 日本電気株式会社代表取締役会長                 |